# Hochland-Spitzhörnchen
Das Hochland-Spitzhörnchen (Tupaia montana), auch Gebirgstupaia genannt,  ist eine Säugetierart aus der Familie der Spitzhörnchen (Tupaiidae).

## Vorkommen

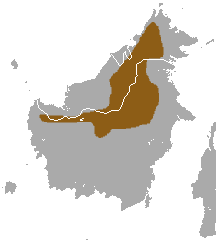
Vorkommen auf Borneo

Das Hochland-Spitzhörnchen kommt nur auf Borneo vor und ist eine zehn Arten, welche dort bisher nachgewiesen wurden. Gründe hierfür könnten Größe und Habitatvielfalt sein, oder, dass die Spitzhörnchen ihren phylogenetischen Ursprung auf Borneo haben und sich von dort aus verbreiteten. Sie leben in Bergwaldgebieten und gelegentlich als Kulturfolger auf Plantagen.

## Morphologie
Hochland-Spitzhörnchen von Borneo haben einen langen und buschigen Schwanz, bzw. eine lange, spitze Schnauze. Der Schwanz ist dicht behaart und dient dem Spitzhörnchen als Kletterhilfe. Sie erreichen eine Kopf-Rumpf-Länge von 11 bis 15 Zentimeter Kopf-Rumpf-Länge und haben eine Schwanzlänge von 10 bis 15 Zentimetern.
Die Fellfarbe variiert von braun bis dunkelbraun und ist auf der Bauchseite erheblich heller als das übrige Fell. Das Fell ist dicht und weich. Die Deckhaare sind lang und gerade, die Wollhaare kurz und weich. Bis auf die Gattung Dendrogale und den Federschwanz haben Gebirgsspitzhörnchen einen hellen Schulterstreifen.
Ihre Ohren sind klein und haben eine primatenähnliche knorpelige Ohrmuschel mit einem häutigen Ohrläppchen. Sie sind leicht behaart.

## Lebensweise

### Aktivität
Hochland-Spitzhörnchen sind primär Bodenbewohner und klettern gerne. Sie sind Allesfresser und haben eine für Höhere Säugetiere außergewöhnlich geringe Brutfürsorge.
Anders als viele andere kleinere Säugetiere sind Gebirgsspitzhörnchen tagaktiv und obwohl sie geschickte Kletterer sind, verbringen sie viel Zeit bei der Nahrungssuche am Boden. Die Aktivitätshöhepunkte liegen am frühen Vormittag und am späten Nachmittag. Es ernährt sich von kleinen Gliedertieren, jedoch auch von anderen Wirbellosen sowie Pflanzenteilen, speziell Früchten und Samen, oder kratzen mit ihrem Zahnkamm Harze und Pflanzensäfte von Bäumen und deren Blättern. 
In Gefangenschaft wurde beobachtet, wie große Spitzhörnchen Mäuse und Jungratten fingen und diese mit einem Nackenbiss töteten. Spitzhörnchen gehen für die Nahrungssuche fast immer auf den Boden und suchen ihre Nahrung, indem sie mit Schnauze und Pfoten durch die Laubstreu wühlen. Die Beute wird mit der Schnauze gepackt; nur, wenn die Beute nicht mit der Schnauze erreicht werden kann, setzen Spitzhörnchen ihre Pfoten ein. Fliegende Insekten werden in einer schnellen Bewegung mit einer oder beiden Pfoten gefasst. Charakteristisch für Spitzhörnchen ist, dass es beim Fressen auf den Hinterpfoten sitzt, während es die Nahrung mit den Vorderpfoten festhält.
Wahrscheinlich pflegt diese Art ein stärkeres Gemeinschaftsleben in kleinen Gruppen, als andere Tupaias. Die Kommunikation über Laute ist eher schwach ausgeprägt; es werden acht Laute in den Funktionsbereichen Kontaktaufnahme, Aufmerksamkeit, Alarm und Aggression unterschieden. Die Laute werden vom Schwanz als Ausdrucksorgan unterstützt; er schlägt zum Beispiel bei Aufregung auf und ab.
Bei Kämpfen quietschen und kreischen Spitzhörnchen. Aufgeregte Vertreter der Gattung Tupaia schnattern laut, oft wird dies als Sammelruf interpretiert, der ausgestoßen wird, wenn potenzielle Feinde gesichtet wurden.
Während die anderen Kommunikationsmuster nur mäßig ausgeprägt sind, ist die Kommunikation über Gerüche stark ausgeprägt. Sie benutzen umfangreiche Duftmarken, die aus den Sekreten bestimmter Drüsen sowie seltener aus Urin und Kot bestehen. Die Duftsekrete entstammen Drüsenfeldern des Bauches.
Als Schlafplätze werden primär Baum- und Erdhöhlen genutzt, jedoch auch Felsspalten, hohle Bambusstämme und Mulden unter großen Wurzeln und umgefallenen Bäumen. Während des Schlafes liegen Spitzhörnchen zusammengerollt, bei kurzen Ruhepausen liegen sie einfach auf Ästen. Die hohe Aktivitätskörpertemperatur von 40 °C wird bei nächtlichen Schlafphasen auf 36 °C gesenkt. Allgemein sind Spitzhörnchen gegen Temperaturschwankungen recht unempfindlich. 

### Fortpflanzung und Entwicklung
Hochland-Spitzhörnchen können sich das ganze Jahr über fortpflanzen und sind nicht an eine bestimmte Jahreszeit gebunden. Nach einer Tragzeit von 49 bis 51 Tagen werden die Jungtiere in einem vom Muttertier gebauten Nest geboren, das von den Ruhe- und Schlafplätzen der Elterntiere getrennt ist. Das Nest wird vom Muttertier ein paar Tage bis wenige Stunden vor der Geburt mit Laub und anderem Pflanzenmaterial gepolstert. Die Wurfgröße beträgt meist 2 Tiere. 

## Gebirgsspitzhörnchen und Menschen
Die wechselseitigen Beeinflussungen von Gebirgsspitzhörnchen und Menschen sind gering, sie sind jedoch wegen des Lebensraumverlust von Bergwald selten geworden.